# Павлович Альберт Францович
Альберт Францович Павлович (11 листопада, Мінськ – 17 березня 1951, Курськ) – білоруський поет-гуморист, драматург, перекладач та художник. Зять Язепа Фарботки. Найзначніша фігура білоруської гумористики ХХ століття.

## Біографія
Народився 11 листопада 1875 року у Мінську. Походив із шляхетського роду. Його дід і бабця по батькові померли під час повстання. Закінчив чотирьохкласове міське училище (1894). Незважаючи не те, що для А. Павловича було забезпечене місце у Строганівській рисувальній школі на казенний кошт, 13 липня 1894 року він влаштувався в Управління Лібово-Роменської залізниці: чотири роки працював конторщиком головної бухгалтерії, потім помічником бухгалтера і бухгалтером у різних установах (за цей час оклад виріс з 240 до 960 рублів). 8 січня 1898 року одружився зі Стефанією Семенівною. У 1911 році став головним рахунководом з річним окладом в 1100 рублів. У 1912 році став справоводом головної бухгалтерії з накладом 1500 рублів у рік. За двадцять років праці у відпусці бував лише тричі і за ретельну вислугу був винагороджений срібною медаллю на станіславівській стежці і орденом святого Станіслава. Під час Першої світової війни певний час керував канцелярією особливоповноважного Російського товариства Червоного Хреста.
Захоплювався грою і шахи та шашки. Друкував у часописах та газетах шахові та шашкові задачі. Жив в одноповерховому дерев’яному будинку на колишній Ново-Романівській вулиці, будтнок №36 (тепер – Міський вал, ділянка території біля кінотеатру «Білорусь»), який дістався у спадок від батька. У 1890 -1917 роках тут відбувалися зустрічі білоруської інтелігенції. У різний час в будинку А. Павловича були Броніслав Епімах-Шипіла, Янка Купала, Якуб Колос, Алаїза Пашкевич, Цішка Гартний, Змітрок Бадуля і Максим Богданович.
У вільний від роботи та заняттями поезією час тільки влітку вишивав вовняними нитками великі килими із зобразенями різних краєвидів. Він вишив три килими, два з яких демонструвалися на мистецькій виставці в 1914 році. Займався колекціонуванням монет та пір’я, мав велиу колекцію поштівок з пейзажами. З шкільних років збирав марки.
У 1932 році Альберт Павлович переїхав у Москву. Після жив на Уралі. В 1946 – 1951 роках жив у Курську.
Помер 17 березня 1951 року у Курську. Похований на Московських могилках.

## Творчість
Літературну діяльність розпочав у кінці ХІХ століття під впливом свого дядька Аполінарія Павловича, службовці лісництва, який «досконало знав мову і побут селян». А Павлович в своїй автобіографії зізнавався, що «під впливом його записів і оповідань я почав писати вірші». У друці вперше виступив у 1907 році на сторінках газети «Наша Нива». Мотиви його ранньої творчості зосереджені навколо тем селянської недолі і гіркого стану рідної країни. Також писав ліричні вірші. До таких творів відносяться «Рідний край» та  «Рідні малюнки», в яких звучатьпатріотичні мотиви, пейзажна і філосовська лірика («Тривога», «Мрії», «Літня ніч», «Над Свіслаччу») та інші твори.
Загальноприйнято, що найбільший слід у історії білоруської поезії початку ХХ століття Альберт Павлович залишив у гумористиці. Починаючи з 1907 року, поет виступав на сторінках «Нашої Ниви» з жартівливими сценками і гумуристичними замальовками. Спочатку їхня тематика обмежувалася смішними проявами селянського побуту («На ночівлі», «Недоткпи і ліки»). Нерідко поет сліпо передає віршами народний жарт або побутовий анекдот. Переважна більшість його гумористичних творів не виходила своєю тематикою за межі побуту білоруського села, поет присвячував найбільше уваги повчаням і вселюдським ідеалам. Максим Богданович у своєму літературному огляді красної писемності 1911-1913 років «За три роки» відзначав:
«Жартівливі вірші А. Павловича, які не дивлячись на різні недоробки, здобули йому велику прихильність серед білоруських читачів, в останні роки майже зовсім не друкувалися. Декілька його творів, що з’явилися в «Biełarusie» і «Молодій  Білорусі», були вже зовсім іншого духу. Написані добре, вони свідчать, що А. Павлович за цей час попрацював над розвитком свого таланту. Дещо було надруковано і в «Нашій Ниві».
Однак, сам письменник у своїй автобіографії пізніше пояснював, чому його віднесли до табору гумористів, розповідаючи історію публікації його перших віршів у газеті «Наша Нива»:
«При розмові з редактором «Нашої Ниви» Олексієм Миколайовичеи Власовим, він мені сказав, що з продивленого матеріалу використає гумористичні вірші, які назвав «шкварками для присмачення номера». Ось чим пояснюється, чому я більше відомий, як гуморист.»
Також у «Життєписі» А .Павлович наводить статистику своїх творів: гумористичні вірші – 1175 назв, 8612 рядків, ліричні – 120 назв, 3966 рядків, однак разом з перекладами, як зазначив письменник, гумористика складає 9316 дядків, а лірика – 10850 рядків.
У 1913-1917 та 1919-1921 роках твори А. Павловича не друкуються. Як відзначив сам поет, «всі мої спроби пробитися у друк розбилися об стіну виразної неприхильності тих, від кого багато залежало».
Альберт Павлович багато працював у царині художнього перекладу (перекладав твори О. Пушкіна, Т. Шевченка, М. Конопницької, В. Сирокомлі та інш.) Працював над білорусько-польським словником. Присвятив два вірші Янці Купалі  - «Паросток правди» та «Ніч на Івана Купала» і один Якубу Колосу – «В хаті світлій та просторій». Я. Купала відповів йому віршем «За посвячення, віршик хороший».
У 1927 році Альберт Павлович надіслав свою автобіографію під назвою «Мій життєпис» дослідникубілоруської літератури Л. М. Клейнбарту (зберігається у його архіві у Рукописному відділі Пушкінського дому у Санкт-Петербурзі, ф. 586, адз. зах. 160).
Живучи у Курську, робив багато копій картин Левітана та інших російських художників.

## Оцінки
На думку О. Борщівського, вірші А. Павловича можна поділити на громадянські, природоописні, феміністично-любовні, особисті та гумористичні. За дослідником, творчість поета є типовою для ранньої стадії нашанівської білоруської літератури і в певному сенсі послуговує сполучною ланкою між білоруською літературою ХІХ та ХХ століття.
До громадянської лірика письменника А. борщівський залічує вірші: «Працюй і співай», «У хаті світлій і просторій», «Старість», «Мрії», «Росток  правди», «Ніч на Івана Купала», «Пасьня» і «Татко» (крім названих творів громадянська проблематика виступає також у багатьох віршах патріотичних, природоописових та гумористичних). Громадські вірші, в свою чергу, дослідник поділяє на песимістичні та оптимістичні твори: до песимістичного циклу належать вірші «Старість», «Росток правди», «Пісня» і «Татко», до оптимістичного -  «Працюй і співай», «Брату», «Мрії», «У хаті світлій і просторій», «Ніч на Івана Купала» і «Осінь», який займає перехідну позицію між природоописною та громадянською лірикою.
До природоописових творів О. Борщівський залічує вірші: «Над Свіслаччу», «На березі Свіслачі», «Літня ніч», «Осіння пора», «Осінь», «Тривога», «Рідні малюнки» і «Рідний край».
До особистих творів (часом з мотивом кохання) О. Борщівський відносить вірші: : «У молодості час і радісний і милий», «Романс», «Не шкодуй» і «Галина». На думку дослідника лірика кохання і тема особистого життя у творчості Павловича представлена досить скромно, але вірші цього циклу не позбавлені літературної та психологічної вартості.
До найбільш розбудованої категорії гумористичних творів А. Павловича О. Борщівський відносить близько 40 віршів. Деякі з них налічують більше 100 рядків і по своєму характеру наближаються до віршованих фельєтонів. За дослідником, гумористичну спадщину поета можна розглядати у декількох частках, наприклад, в аспекті: комізм ситуаційний, комізм характеру, комізм словесний, або в аспекті присутніх у віршах поета прийомів: гумору, іронії чи сарказму. На думку О. Борщівського, можна також аналізувати вірші поета у тематичному аспекті: хитрощі, неохайність, п’янство, обжерство, грубість, зверхність, нещирість. Але передусім вірші Павловича дослідних розглядає за схемою: сімейний гумор («Пестун», «Скупий хлопчик», «Синова опіка», «І плач не помагає», «Жаліслива матір і циган», «Батькова втіха», «Чоботи», «За справами» і «Спадщина»), соціальний гумор («Пан і окуляри», «Раки», «Делікатність за делікатність», «Сакпів», «Щедра пропозиція», «У фельдшера», «Рецепт», «Кравець Юдель», «Нейтралітет», «Недотепи  і ліки»), національний гумор («Піп і циган», «Хитрий циган»), жіночий гумор («Прийшла в церкву раз бабулька», «Господинина діжка», «З підслуханого», «Ліпша порада», «Молода господинька», де висміюються такі риси жінок, як їхня хитрість, неохайність, лінь, говірливість, гумор характеру або ситуаційний комізм («На ночівлі», «З ярмарки», «Відповідь», «Махорка») і гумор алегоричний («Литки, не ковбаси», «Що п’яць верст», «На ринку»).

## Спадщина
Творча спадщина А. Павловича дійшла до нас не повністю. У 1910 році у Вільнюсі вийшла його збірка «Сніпок», частина творів розкидана у білоруських календарях і різних періодичних виданнях («Наша Ніва», «Молода Білорусь», «Білорус», «Промінь» і інш.) Підготована автором збірка «Перевесла», яка мала друкуватися у Берліні, так і не вийшла. Багато творів з цієї збірки не були опубліковані і тому загубилися. Його пере також належить драма «Волошки» (Вільнюс, 1919).
Був автором статей «Забуте» (до історії тексту «Розмови Данила з Степаном», 1925), «Селянка» В. Дуніна-Марцинкевича на мінській сцені (1929).
У 1931 році Броніслав Епімах-Шипіла переклав вірш А. Павловича «Сумна осінь» на польську та німецьку мови.
1. 1 2 3 4 5 6 7 8 9 10  Чеська національна авторитетна база даних